# Болотна (гора)
Болотна (рос. Болотная) — одна з вершин гірської системи Сіхоте-Алінь.

## Опис
Висота гори Болотна — 1814 метрів над рівнем моря, це третя за висотою вершина Приморського краю (після Анік, Облачної). Знаходиться в північно-східній частині Приморського краю, недалеко від кордону з Хабаровським краєм . Розташована за 2 км від вершини Анік. На сідловині між горою Болотною та горою Анік нерідко утворюється сніжник-переліток, тобто сніжник, що не встигає розтанути за весь теплий період.